# Али Брук
Алисън Брук Ернандес (на английски: Allyson Brooke Hernandez), известна професионално като Али Брук (на английски: Ally Brooke), е американска певица. Тя е бивш член на групата Фифт Хармъни.. Сътрудничи си с DJ Topic по песента „Perfect“, издадена през януари 2018 г. с музикално видео. Тя издава „Vámonos“, съвместно с Kris Kross Amsterdam и Messiah, през ноември 2018 г. На 31 януари 2019 г. Брук пуска „Low Key“ с участието на Tyga, нейния дебютен солов сингъл от предстоящия си дебютен солов албум, който се очаква да бъде пуснат през 2019 г.

## Личен живот
Брук е родена и израснала в Сан Антонио, Тексас. Тя е от мексикански произход и има по-голям брат. Учи в основното училище в Сан Антонио и завършва средното си образование чрез домашно обучение. Тя цитира Селена и Дженифър Лопес като най-големите ѝ музикални влияния. Брук се определя като християнка.

## Музикални проекти
- "Crash And Burn Girl“ (2007)
- „Cake“ (2011)
- „All Right There" (2013)
- „Look at Us Now“ (2017) (с Lost Kings and ASAP Ferg)
- „Perfect“ (2018) (с Topic)
- „Vámonos“ (2018) (с Kris Kross Amsterdam and Messiah)
- „Last Christmas“ (2018)
- „The Truth Is in There“ (2018)
- „Low Key“ (2019) (с участието на Tyga)